# فيديريكو برونو
فيديريكو برونو (بالإسبانية: Federico Bruno) هو عداء المسافات المتوسطة أرجنتيني، ولد في 18 يونيو 1993 في كونكورديا، انتري ريوس في الأرجنتين.

## وصلات خارجية
- فيديريكو برونو على موقع الاتحاد الدولي لألعاب القوى (الإنجليزية)
- فيديريكو برونو على موقع أوليمبيديا (الإنجليزية)
- فيديريكو برونو على موقع اللجنة الأولمبية الأرجنتينية (الإسبانية)